# Familia Westmore
La familia Westmore es una familia prominente en el campo del maquillaje en Hollywood. Iniciada con su patriarca, George Westmore, la familia ha tenido cuatro generaciones trabajando en Hollywood como artistas del maquillaje en varias capacidades desde el establecimiento por parte de George del primer departamento de maquillaje de Hollywood en 1917.

## Carreras

La estrella de la familia Westmore en el Paseo de la Fama de Hollywood.

El inglés peluquero y fabricante de pelucas George Westmore, en honor de quien se otorga el premio George Westmore Lifetime Achievement Award, fundó el primero (y minúsculo) departamento de maquillaje para películas, en la Selig Polyscope Company en 1917. También trabajó en Triangle, pero pronto fue independiente en los estudios importantes. Entendía que las necesidades cosméticas y del cabello eran personales y asistía a estrellas como Mary Pickford (a quien alivió de tener que rizar su cabello diariamente para hacer sus famosos bucles, falsos) o las hermanas Talmadge (Norma y Constance) en sus casas antes de salir a trabajar por la mañana.
Fue padre de tres generaciones legendarias de maquilladores cinematográficos, empezando con sus seis hijos— Perc, Ern, Monte, Wally, Bud y Frank— que pronto eclipsaron su fama en Hollywood. En 1926, Monte, Perc, Ern y Wally habían entrado en la industria para convertirse en los principales maquilladores jefe en cuatro estudios importantes, y todos continuaron abriendo nuevos caminos en el maquillaje de terror y cosmético hasta el fin de sus carreras. En 1921, después de ser friegaplatos en Famous Players-Lasky, Monte se convirtió en el maquillador personal de Rodolfo Valentino (El actor se había estado maquillando él mismo, como aun era habitual). Cuando Valentino murió en 1926, Monte fue a Selznick International donde, trece años más tarde, trabajó hasta la muerte en las enormes demandas de maquillaje para Lo que el viento se llevó (1939). 
En 1923, Perc estableció una carrera deslumbrante en First National-Warner Bros. y, durante veintisiete años, inició tendencias de belleza y creó, en 1939, el rostro grotesco de Charles Laughton para El jorobado de Notre Dame (para la RKO) y el rostro de Bette Davis como una Isabel I de Inglaterra madura, de rostro pálido, sin cejas y casi calva en Las vidas privadas de Elizabeth y Essex. A principios de los años 1920, mezcló pintura grasa Stein Pink con sombra de ojos, precediendo al maquillaje pancromático de Max Factor. Ern, en RKO de 1929 a 1931 y después en 20th Century Fox desde 1935, fue experto en encontrar el aspecto adecuado para las estrellas de los años 1930. Wally dirigió el departamento de maquillaje de Paramount desde 1926, donde creó, entre otros, el rostro de Fredric March durante la transformación en Dr. Jekyll y Mr. Hyde (1931). Frank lo siguió allí. Bud dirigió el departamento de maquillaje de Universal veintitrés años, especializándose en prótesis de látex.
Juntos, abrieron el House of Westmore salon, el cual atendía tanto a estrellas como a público general. Las generaciones posteriores han continuado el nombre, incluyendo los hermanos Michael y Marvin que destacaron en efectos de maquillaje especial, como los de Blade Runner (1982), Máscara (1985) y Toro salvaje (1980).